# هاينريش أدولف شرادر
هاينريش أدولف شرادر (1767-1836) (بالإنجليزية: Heinrich Adolph Schrader)‏ هو عالم نبات ألماني.